# Демьяненко, Дмитрий Владимирович
Дмитрий Владимирович Демьяненко (укр. Дмитро Володимирович Дем'яненко; 11 июня 1969, Запорожье, Украинская ССР, СССР) — украинский футболист, защитник.

## Биография
Воспитанник ДЮСШ «Локомотив» из Запорожья. Первый тренер — Б. Зозуля.
Первым профессиональным клубом был одесский СКА.
В 1991 выступал за дубль московского «Спартака», провел 3 игры.
Выступал за одесский «Черноморец», днепропетровский «Днепр», запорожский «Виктор», «Таврию», израильский СК «Нес-Циона», «Динамо» из города Саки, «Титан», симферопольское «Динамо».
Последний клуб — «Торпедо» (Запорожье).